# Drehriegel
Ein Drehriegel ist eine Art eines Verschlusses. Er besteht in der Regel aus einem Betätigungsdorn, einem Gehäuse, einer Mutter, der Verschlusszunge sowie einer Schraube zur Montage dieser Einzelteile. Drehriegel kommen vor allem in der Industrie zum Einsatz, z. B. bei industriellen Gehäusen oder Schaltschränken, in denen sensible Technik vor Umwelteinflüssen oder unbefugtem Zugriff geschützt werden sollen. Im einfachsten Fall verhindert ein Verschluss mittels Drehriegel lediglich, dass eine Tür oder eine Klappe von alleine aufgeht.

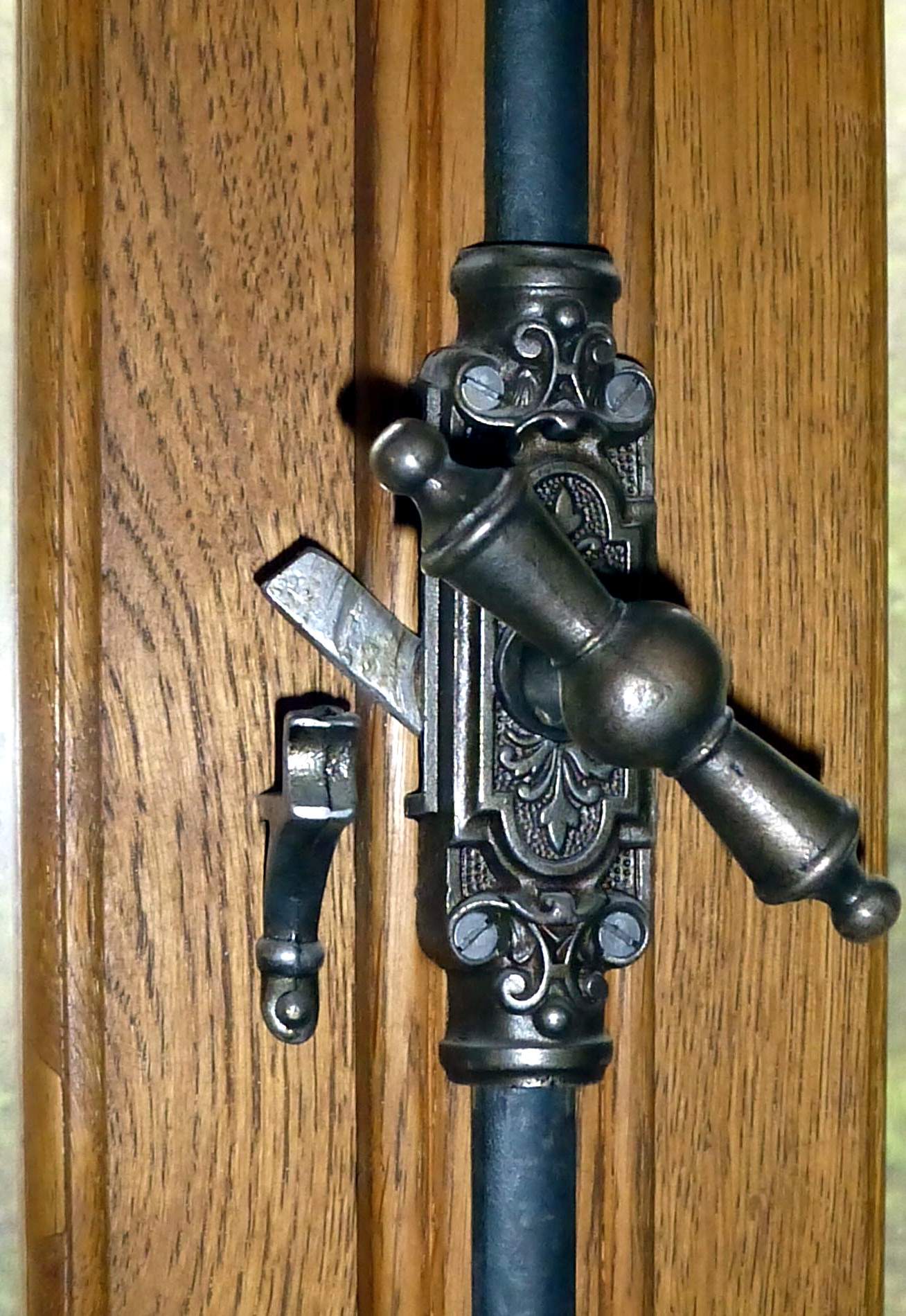
Drehriegel einer Stangenverriegelung eines Fensters

Die Verschlusszunge kann je nach Anwendung unterschiedlich gestaltet sein. Dazu gehören beispielsweise Stufenzungen, die die Tür beim Verschließen gegen den Rahmen pressen, oder Hakenzungen, die nicht nur hinter den Rahmen greifen, sondern zusätzlich auch noch einen Schließbolzen umfassen.
Abhängig vom Einsatzzweck können eine Dichtung sowie eine Erdungsfeder einen Standard-Drehriegel ergänzen. Ist z. B. in einem Gehäuse der Schutz vor Spritzwasser oder Staub notwendig, so muss auch der Drehriegel diesen Schutz gewährleisten.

## Schraubriegel
Im Gegensatz zum Drehriegel wird ein Schraubriegel mit einer kombinierten Druck- und Drehbewegung ähnlich einer Schraubbewegung verriegelt. Um ein einfaches Öffnen und Schließen zu gewährleisten, ist die Drehbewegung in der Regel auf maximal 90 Grad beschränkt.
Der Verschluss besteht aus einem Schließbolzen, der über eine Verschlusskurve (definiert das Eindrehverhalten) in ein Aufnahmebauteil (eine Federklammer) greift.
Grundsätzlich sind zwei Varianten verfügbar:
- Manuelles Eindrehen durch Drücken und Drehen
- Automatisches Eindrehen durch Drücken, der Schraubriegel dreht sich durch die Verschlusskurve von selber ein.

Durch die Kombination aus Drücken und Drehen ist ebenfalls ein Vorspannen von Dichtungen möglich.